# وزارة الدفاع الإيطالية
وزارة الدفاع (بالإيطالية: Ministero della Difesa)‏ أختصاراً (MDD) هي الوزارة الحكومية للجمهورية الإيطالية المسؤولة عن شؤون الدفاع العسكري والمدني وإدارة القوات المسلحة الإيطالية . ويرأسها وزير الدفاع الإيطالي ، وهو المنصب الذي يشغله جويدو كروسيتو منذ أكتوبر 2022.
تم إنشاؤها في البداية باسم وزارة الحرب، ثم تمت إعادة تسميتها لاحقًا باسم وزارة الدفاع، ودمجت أيضًا وزارتي البحرية والقوات الجوية الموجودتين مسبقًا، بعد نهاية الحرب العالمية الثانية مع حكومة دي غاسبيري الثالثة .
أول وزير للدفاع كان لويجي جاسباروتو ، خلف سيبريانو فاكينيتي ، آخر وزير للحرب في إيطاليا.

## أنظر أيضا
- حكومة إيطاليا
- القوات المسلحة الإيطالية
- وزير الدفاع الإيطالي
- رئيس إيطاليا